# Antonia Reininghaus
Antonia Gräfin von Reininghaus (* 27. Juni 1954 in Graz; † 26. Oktober 2006 ebenda) war eine österreichische Schauspielerin.

## Leben
Antonia von Reininghaus entstammte der steirischen Unternehmerfamilie Reininghaus. Sie wurde als Tochter des Diplomkaufmanns und Brauereibesitzers Peter von Reininghaus in Graz geboren. Ihre Schwester Mariella Reininghaus war seinerzeit mit Niki Lauda verlobt.
Obwohl sie die Schauspielschule vorzeitig verlassen hatte, gab ihr der Regisseur Bernhard Wicki ihre erste Kinorolle in Die Eroberung der Zitadelle. Zuvor hatte sie bereits Erfolge am Grazer Schauspielhaus gefeiert, unter anderem in Was geschah, nachdem Nora ihren Mann verlassen hatte oder Stützen der Gesellschaften von Elfriede Jelinek, mit der sie auch befreundet war.
Antonia Reininghaus war Anfang der 1980er-Jahre mit dem deutschen Schauspieler Jürgen Prochnow liiert, den sie im Jahr 1978 bei Dreharbeiten kennengelernt hatte.
Am 3. November 1980 kam ihre Tochter Johanna zur Welt. Reininghaus vergiftete die siebenjährige Tochter am 31. Oktober 1987 tödlich und unternahm anschließend einen Suizidversuch. Eine Gefängnisstrafe musste sie aufgrund eines psychiatrischen Gutachtens nicht antreten. Sie lebte danach zurückgezogen und starb im Oktober 2006 im Alter von 52 Jahren durch Suizid in ihrer Wohnung in Graz. Ihr Tod blieb zunächst zwei Wochen unentdeckt.

## Filmografie
- 1977: Die Eroberung der Zitadelle
- 1977: Der Mädchenkrieg
- 1979: Theodor Chindler (Fernsehserie)
- 1979: Soweit das Auge reicht
- 1986: Losberg (Fernsehserie)